# Grand Bonhomme
Grand Bonhomme est un volcan éteint situé dans le Sud de l'île de Saint Vincent à Saint-Vincent-et-les-Grenadines. Il culmine à 1 021 m d'altitude.